# Villematier
 Villematier  es una comuna  (municipio) de Francia, en la región de Mediodía-Pirineos, departamento de Alto Garona, en el distrito de Toulouse  y cantón de Villemur-sur-Tarn.
Está integrada en la Communauté de communes de Villemur-sur-Tarn.

## Demografía
| 557 | 652 | 714 | 827 | 828 | 861 |
| Para los censos de 1962 a 1999 la población legal corresponde a la población sin duplicidades (Fuente: INSEE [Consultar]) |     |     |     |     |     |

## Monumentos

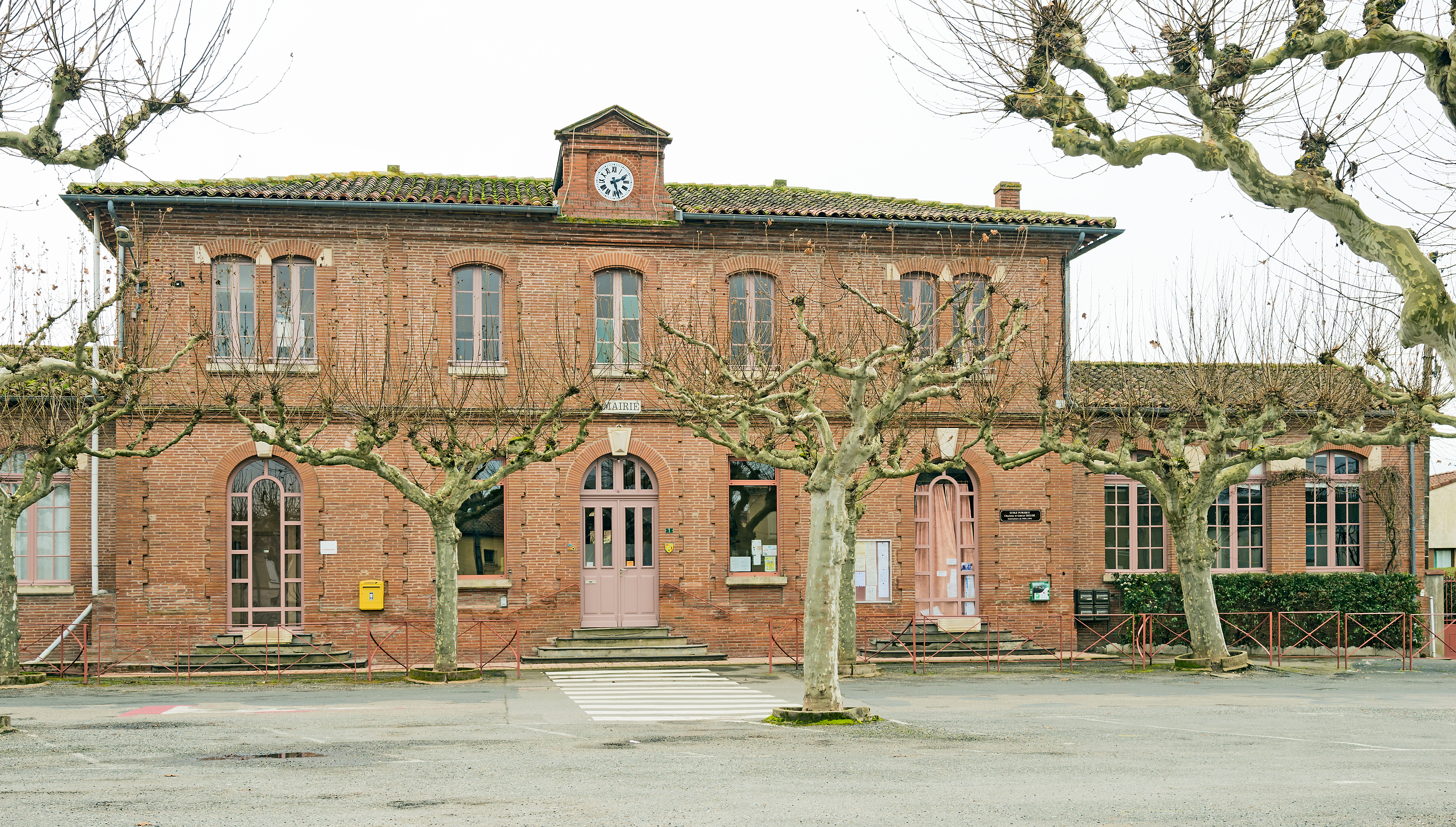
El ayuntamiento.
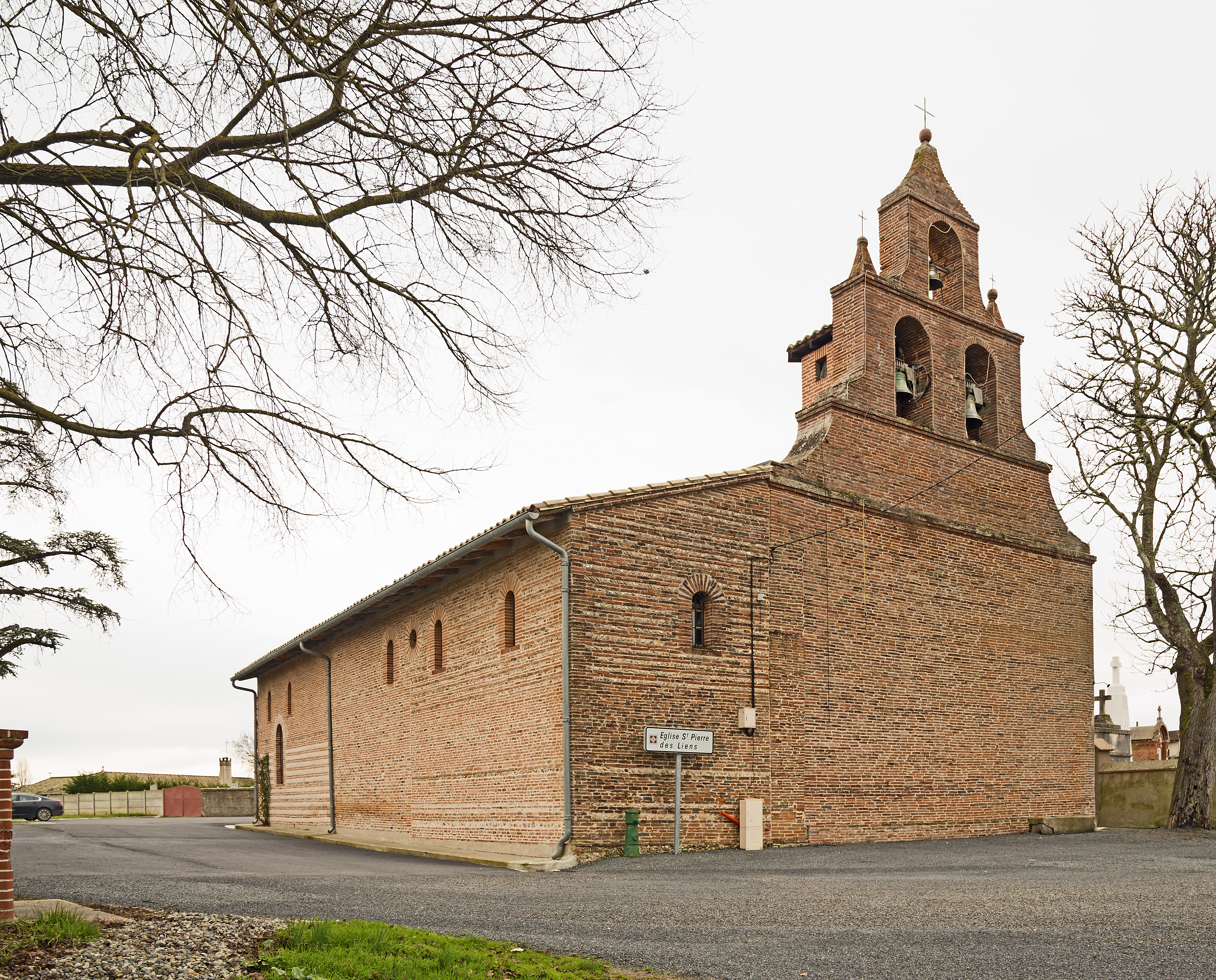
Iglesia.